# Икээ, Рикако
Рикако Икээ (яп. 池江璃花子 Икээ Рикако, род. 4 июля 2000, Эдогава) — японская пловчиха, трёхкратный бронзовый призёр чемпионата мира в коротких бассейнах, шестикратная чемпионка и двукратный серебряный призёр Азиатских игр 2018 года. Специализируется в плавании баттерфляем и вольным стилем.

## Карьера
Рикако Икээ родилась в столице Японии Токио 4 июля 2000 года. Она начала заниматься плаванием в три года. На юниорских соревнованиях Рикако показала себя талантливой пловчихой. В 14 лет она смогла отобраться на чемпионат мира, где заняла достойное для своего возраста 19-е место на 50 метрах «дельфином». Через три недели она стала двукратной чемпионкой мира среди юниоров на дистанциях 50 и 100 метров баттерфляем, обновив на них рекорды чемпионатов, а на «полтиннике» и вовсе установив лучшее мировое достижение. На этом же первенстве Рикако также выиграла «серебро» на 50 метрах вольным стилем и привела свою сборную к бронзовой медали в комбинированной эстафете. А осенью того же года на этапе Кубка мира японка установила взрослый рекорд страны на стометровке баттерфляем.
В апреле 2016 года на чемпионате Японии Рикако удалось выполнить отборочные нормативы на Олимпийские игры и войти в состав национальной сборной. Наибольших успехов юная японка добилась на своей коронной дистанции — 100 метров баттерфляем, на которой она вышла в финал и заняла пятое место с результатом 56,86 с. Во время соревнований на этой дистанции Икээ удалось трижды побить национальный рекорд и стать первой пловчихой из Японии, выплывшей из 57 секунд. На остальных дистанциях японка была не так успешна: на 50 и 200 вольным стилем она не прошла в полуфинал, на стометровке кролем заняла 12-е место, а в эстафетах вместе со своей командой была далека от тройки призёров. В декабре Рикако выиграла первые медали крупнейших взрослых соревнований, став на чемпионате мира на короткой воде трёхкратным бронзовым призёром.
Через год японка продолжила выступать на высоком уровне: на чемпионате мира она стала шестой на своей любимой дистанции. Через месяц на мировом юниорском первенстве Рикако получила специальный приз лучшей пловчихи соревнований: она установила очередное мировое достижение среди юниоров на «полтиннике» баттерфляем и выиграла семь медалей, три из которых — золотые.
В 2018 году Рикако Икээ стала главной героиней турнира пловцов на Азиатских играх. Японка стала первой пловчихой в истории соревнований, кому удалось выиграть шесть золотых медалей на одних Играх.
В феврале 2019 Рикако Икээ была диагностирована лейкемия. «Я не могу поверить в происходящее, я сбита с толку. Однако это болезнь, которую можно полностью вылечить при правильной терапии. Я должна отказаться от участия в чемпионате Японии. Теперь я хотела бы немного отдохнуть, сосредоточиться на лечении и сделать все возможное, чтобы как можно скорее стать еще более сильной Икээ Рикако», — обратилась она к своим болельщикам в Instagram 12 февраля 2019 года. Тем не менее, проведя без тренировок 406 дней в сражении с болезнью, спортсменка вернулась в бассейн. Своей целью она поставила подготовку к Олимпийским играм в Париже, но, поскольку Олимпиада в Токио была перенесена на год вперёд, это дало ей время подготовиться и, выиграв на национальном чемпионате заплывы на 100 метров баттерфляем квалифицироваться для участия в эстафете 4×100 м.

### Статистика на Олимпийских играх
Зелёным выделены участия в финальных заплывах
| Дистанция                       | 2016 |
| ------------------------------- | ---- |
| 50 метров вольным стилем        | 36   |
| 100 метров вольным стилем       | 12   |
| 200 метров вольным стилем       | 21   |
| 100 метров баттерфляем          | 5    |
| Эстафета 4×100 м вольным стилем | 8    |
| Эстафета 4×200 м вольным стилем | 8    |